# Zsolt Németh
Zsolt Németh (Hungría, 9 de noviembre de 1971) es un atleta húngaro, especializado en la prueba de lanzamiento de martillo, en la que llegó a ser subcampeón mundial en 1999.

## Carrera deportiva
En el Mundial de Sevilla 1999 ganó la medalla de plata en lanzamiento de martillo, llegando hasta los 79.05 metros, por detrás del alemán Karsten Kobs (oro con 80.24 metros) y por delante dlel ucraniano Vladislav Piskunov (bronce con 79.03 metros)